# Llista de presidents de Síria

Estendard del president.

El President de la República Àrab de la Síria és el cap d'estat de Síria. Hi ha hagut 20 caps d'Estat a Síria, i 13 persones més que han actuat en aquesta qualitat, des de 1922. Des del 29 de gener de 2025 Ahmed al-Sharaa actua com a president del país.
Aquesta és una llista dels presidents i caps d'estat de Síria.

## Presidents
| Estat de Síria, part de Mandat Francès (1922–1930)     |                                                   |                                   |                        |                        |                                            | |
| No.                                                    | Retrat                                            | Nom (Naixement-Mort)              | Assumpcio del càrrec   | Final del càrrec       | Partit polític                             | Nota(es) |
| 1                                                      |                                                   | Subhi Barakat (1883–1939)         | 28 de juny de 1922     | 21 de desembre de 1925 | polític independent                        | |
| —                                                      |                                                   | François Pierre-Alype (1853–1932) | 9 de febrer de 1926    | 28 d'abril de 1926     | polític independent                        | |
| 2                                                      |                                                   | Ahmad Nami (1840–1928)            | 28 d'abril de 1926     | 15 de febrer de 1928   | polític independent                        | |
| —                                                      |                                                   | Tadj al-Din al-Hasani (1885–1943) | 15 de febrer de 1928   | 14 de maig de 1930     | polític independent                        | |
| República Siriana, part del Mandat Francès (1930–1946) |                                                   |                                   |                        |                        |                                            | |
| No.                                                    | Retrat                                            | Nom (Naixement-Mort)              | Assumpció del càrrec   | Final del càrrec       | Partit polític                             | Nota(es) |
| —                                                      |                                                   | Tadj al-Din al-Hasani (1885–1943) | 14 de maig de 1930     | 19 de novembre de 1931 | polític independent                        | |
| —                                                      |                                                   | Léon Solomiac (1873–1960)         | 19 de novembre de 1931 | 11 de juny de 1932     | polític independent                        | |
| 3                                                      |                                                   | Muhammad Ali al-Abid (1867–1939)  | 11 de juny de 1932     | 21 de desembre de 1936 | polític independent                        | |
| 4                                                      |                                                   | Hashim al-Atassi (1875–1960)      | 21 de desembre de 1936 | 7 de juliol de 1939    | Bloc Nacional                              | |
| 5                                                      |                                                   | Bahij al-Khatib (1895–1981)       | 10 de juliol de 1939   | 4 d'abril de 1941      | polític independent                        | |
| —                                                      |                                                   | Khalid al-Azm (1903–1965)         | 4 d'abril de 1941      | 16 de setembre de 1941 | polític independent                        | |
| 6                                                      |                                                   | Tadj al-Din al-Hasani (1885–1943) | 16 de setembre de 1941 | 17 de gener de 1943    | polític independent                        | Al-Hasani va morir durant el seu mandat. |
| —                                                      |                                                   | Jamil al-Ulshi (1883–1951)        | 17 de gener de 1943    | 25 de març de 1943     | polític independent                        | |
| 7                                                      |                                                   | Ata al-Ayyubi (1877–1951)         | 25 de març de 1943     | 17 d'agost de 1943     | polític independent                        | |
| 8                                                      |                                                   | Shukri al-Quwatli (1891–1967)     | 17 d'agost de 1943     | 17 d'abril de 1946     | Bloc Nacional                              | |
| República de Síria (1946–1958)                         |                                                   |                                   |                        |                        |                                            | |
| No.                                                    | Retrat                                            | Nom (Naixement-Mort)              | Assumpció del càrrec   | Final del càrrec       | Partit polític                             | Nota(es) |
| 8                                                      |                                                   | Shukri al-Quwatli (1891–1967)     | 17 d'abril de 1946     | 29 de març de 1949     | Bloc Nacional / Partit Nacional            | Quwatli fou destituït del poder el 29 de març de 1949 per Husni al-Za'im, el seu Cap de Gabinet. |
| 9                                                      |                                                   | Husni al-Za'im (1897–1949)        | 30 de març de 1949     | 14 d'agost de 1949     | Partit Social Nacionalista Sirià           | Za'im fou deposat per un cop militar el 1949, liderat por Adib Shishakli, i més tard fou executat per ordre del nou govern. |
| 10                                                     |                                                   | Sami al-Hinnawi (1898–1950)       | 14 d'agost de 1949     | 2 de desembre de 1951  | Partit Social Nacionalista Sirià           | Cap de la Junta Militar (equivalent parcialment a president de la República). |
| 4                                                      |                                                   | Hashim al-Atassi (1875–1960)      | 15 d'agost de 1949     | 2 de desembre de 1951  | Partit Nacional Sirià                      | Cap d'Estat (no president de la república). |
| —                                                      |                                                   | Adib Shishakli (1909–1964)        | 2 de desembre de 1951  | 11 de juliol de 1951   | Partit Social Nacionalista Sirià           | Cap de la Junta Militar (equivalent parcialment a president de la República). |
| 11                                                     |                                                   | Fawzi Selu (1905–1972)            | 3 de desembre de 1951  | 11 de juliol de 1953   | Militar (Partit Social Nacionalista Sirià) | Cap d'estat i primer ministre. |
| 12                                                     |                                                   | Adib Shishakli (1909–1964)        | 11 de juliol de 1953   | 25 de febrer de 1954   | Moviment d'Alliberament Àrab               | Shishakli va renunciar al càrrec per les amenaces d'un cop d'estat el 1954.[4] Va fugir del país al·legant que no volia que Síria caigués en una guerra civil.[4] |
| —                                                      |                                                   | Maamun al-Kuzbari (1914–1998)     | 25 de febrer de 1954   | 28 de febrer de 1954   | polític independent                        | |
| 4                                                      |                                                   | Hashim al-Atassi (1875–1960)      | 28 de febrer de 1954   | 6 de setembre de 1955  | Partit Nacional Sirià                      | |
| 6                                                      |                                                   | Shukri al-Quwatli (1891–1967)     | 6 de setembre de 1955  | 22 de febrer de 1958   | Partit Nacional Sirià                      | |
| República Árabe Unida (1958–1961)                      |                                                   |                                   |                        |                        |                                            | |
| No.                                                    | Retrat                                            | Nom (Naixement-Mort)              | Assumpció del càrrec   | Final del càrrec       | Partit polític                             | Nota(es) |
| 13                                                     |                                                   | Gamal Abdel Nasser (1918–1970)    | 22 de febrer de 1958   | 29 de setembre de 1961 | Unió Nacional                              | |
| República Àrab Siriana (1961–2024)                     |                                                   |                                   |                        |                        |                                            | |
| No.                                                    | Retrat                                            | Nom (Naixement-Mort)              | Assumpció del càrrec   | Final del càrrec       | Partit polític                             | Nota(es) |
| —                                                      |                                                   | Maamun al-Kuzbari (1914–1998)     | 29 de setembre de 1961 | 20 de novembre de 1961 | polític independent                        | |
| —                                                      |                                                   | Izzat al-Nuss (1900–1972)         | 20 de novembre de 1961 | 14 de desembre de 1961 | Militar                                    | |
| 14                                                     |                                                   | Nazim al-Kudsi (1906–1998)        | 14 de desembre de 1961 | 8 de març de 1963      | Partit Popular Sirià                       | El cop d'estat de 1963, un esdeveniment conegut com Revolució del 8 de març, va enderrocar a Nazim al-Kudsi i va instaurar el Consell Nacional de Comandament Revolucionari (CNCR) al governo, tot i que el verdader poder estava a mans del Comitè Militar Baathista, que va organitzar el cop.[5] |
| 15                                                     |                                                   | Lu'ay al-Atassi (1926–2003)       | 9 de març de 1963      | 27 de juliol de 1963   | polític independent                        | Lu'ay al-Atassi fou nomenat president pel CNCR porquè no representava cap amenaça al poder del Comitè Militar.[6] Va renunciar després que els oficials no baasistes d'alt rang foren purgats de l'exèrcit.[7]                                                                                      |
| 16                                                     |                                                   | Amin al-Hafiz (1921–2009)         | 27 de juliol de 1963   | 23 de febrer de 1966   | Partit Baas                                | Amin al-Hafiz fou deposat pel Comitè Militar a causa de seu suport a Michel Aflaq i al Comandament Nacional del Partit Socialista Àrab Baas.[8] |
| 17                                                     |                                                   | Nureddin al-Atassi (1929–1992)    | 25 de febrer de 1966   | 18 de novembre de 1970 | Partit Baas (Facció siriana)               | Nureddin al-Atassi fou deposat quan es va produir un enfrontament entre Salah Jadid, el veritable governant de Síria de 1966 a 1970, i Hafez al-Assad, el ministro de Defesa.[9] Assad va començar un cop d'Estat el 1970.[10]                                                                      |
| —                                                      |                                                   | Ahmad al-Khatib (1933–1982)       | 18 de novembre de 1970 | 22 de febrer de 1971   | Partit Baas (Facció siriana)               | |
| 18                                                     |                                                   | Hafez al-Àssad (1930–2000)        | 22 de febrer de 1971   | 10 de juny de 2000     | Partit Baas (Facció siriana)               | Assad va morir durant el seu mandat.[11] |
| —                                                      |                                                   | Abdul Halim Khaddam (1932-2020)   | 10 de juny del 2000    | 17 de juliol del 2000  | Partit Baas (Facció siriana)               | |
| 19                                                     |                                                   | Baixar al-Àssad (1965-)           | 17 de juliol del 2000  | 8 de desembre del 2024 | Partit Baas (Facció siriana)               | Al-Àssad va ser deposat després de la presa de Damasc durant la guerra civil siriana, i es va exiliar a Rússia. |
| Període de transició (2024-actualitat)                 |                                                   |                                   |                        |                        |                                            | |
| No.                                                    | Retrat                                            | Nom (Naixement-Mort)              | Assumpció del càrrec   | Final del càrrec       | Partit polític                             | Nota(es) |
|                                                        | Vacant (8 de desembre de 2024 – 29 de gener 2025) |                                   |                        |                        |                                            | |
| 20                                                     |                                                   | Ahmed al-Sharaa (1982-)           | 29 de gener de 2025    | actualitat             | polític independent                        | Al-Sharaa ha actuat com a cap del país de facto des de la caiguda del règim de Baixar al-Àssad fins al seu nomenament com a president pel Comandament General Sirià durant el període transicional obertper la Conferència de la Victòria de la Revolució Siriana.                                  |